# Mir Iskusstva
Mir iskusstva ou Mundo da arte (em russo: Мир иску́сства) foi uma revista russa e um grupo artístico que constituiu uma grande influência na arte europeia da primeira década do século XX. Os seus membros eram conhecidos como miriskusniki. 

## História

### Aparição
O grupo artístico Mir Iskusstva foi fundado em 1898 por um grupo de estudantes entre os que estavam Aleksandr Benois, Konstantin Somov, Dmitri Filosofov, Leon Bakst e Evgeni Lansere. A primeira atividade do grupo foi a organização da Exibição de artistas fineses e russos no Museu Stieglitz de Artes Aplicadas em Petrogrado. Nessa cidade foi editada pela primeira vez em 1899 a revista do grupo, sob o mesmo nome, e dirigida por Sergei Diagilev como chefe editorial. A linha editorial atacava o "baixo nível artístico" do grupo dos Peredvijniki e promovia, em troca, o individualismo artístico e outros princípios teóricos do art nouveau. 

### Período clássico
As exposições celebradas chamaram a atenção de numerosos novos artistas, que foram progressivamente aderindo ao grupo, entre eles Mstislav Dobujinski, Mikhail Vrubel, Mikhail Nesterov ou Isaak Levitan. Em total, no seu período "clássico" (1898-1904), o grupo organizou seis exposições: 1898 (internacional); 1900; 1901 (na Academia de Artes da Rússia em Petrogrado); 1902 (em Moscovo e Petrogrado) e 1903. Em 1906, foi organizada em Petrogrado mais uma exposição, considerada como um intento de Diagilev de evitar a cissão do grupo moscovita de artistas que organizara separadamente a "Exposição dos 36 artistas" (1901) e que já em 1903 constituira o grupo União de Artistas Russos.

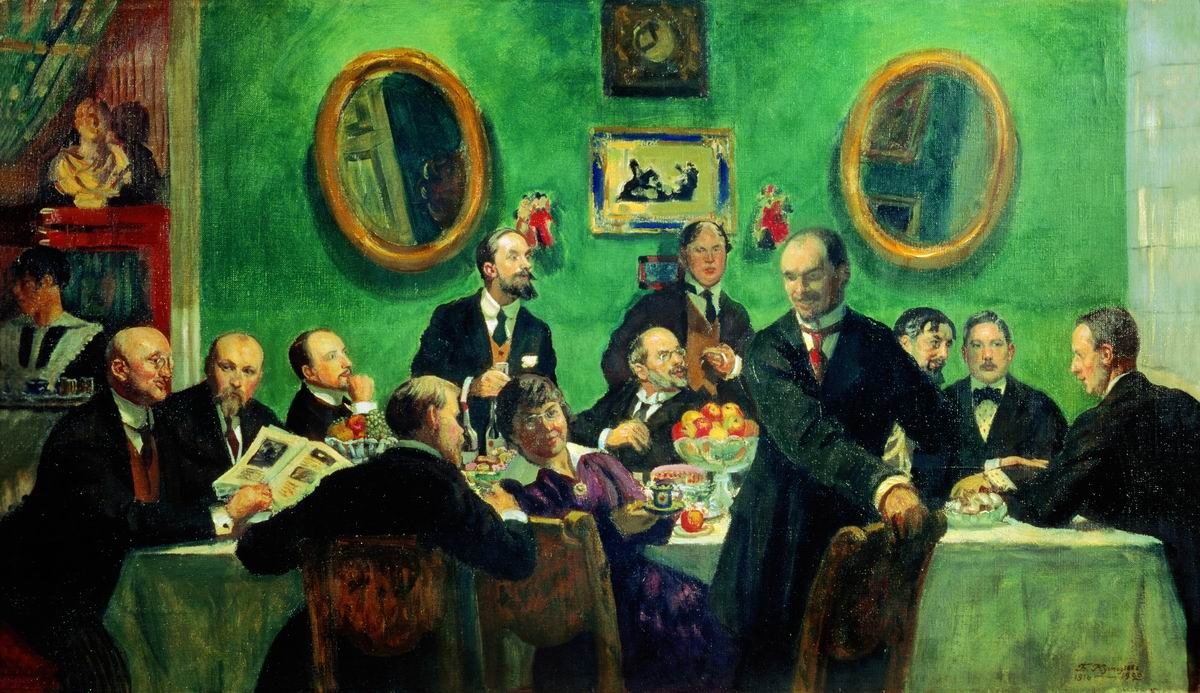
"Membros de Mir Iskusstva", por Boris Kustodiev (1916-1920).

### A União de Artistas Russos
Porém, ente 1904 e 1910, Mir Iskusstva não existiu como grupo artístico autónomo. O seu lugar foi herdado pela União de Artistas Russos, que continuou de maneira oficial até 1910 e de maneira não oficial até 1924. A União, conformada por membros do anterior grupo sediados em Moscovo, contava entre outros com os pintores Valentin Serov, Konstantin Korovin, Boris Kustodiev e Zinaida Serebriakova; com os ilustradores Ivan Bilibin, Konstantin Somov e Dmitri Mitrokhin; com os desenhadores teatrais Nikolai Rerikh e Sergei Sudeikin e com os escritores Dmitri Merejkovski e Zinaida Gippius.

### Ressurgimento
Em 1910, Aleksandr Benois publicou uma dura crítica contra a União de Artistas Russos, o que favoreceu a reaparição do grupo Mir Iskusstva sob a direção de Nikolai Rerikh. Na nova etapa aderiram ao grupo novos artistas, entre os quais Natan Altman, Vladimir Tatlin e Martiros Sarian. Algumas das novas incorporações provinham da vanguarda russa, pelo que o grupo era mais uma sociedade de exposições do que um grupo realmente coeso ou um movimento artístico. Em 1917, a chefia do grupo passou a Ivan Bilibin e nesse mesmo ano ingressaram a maior parte dos membros do grupo Valete de Diamantes. 
Nesta segunda época, o grupo organizou numerosas exposições: uma exposição anual entre 1911 e 1918, exceto em 1914, e também em 1921 e 1922. A última exibição de Mir Iskusstva foi organizada em Paris em 1927, após o qual alguns dos membros do grupo ingressaram noutros grupos de artistas como Jar-Tsvet (criado em Moscovo em 1924) ou Quatro Artes (criado entre Moscovo e Leningrado em 1925). 

## Princípios artísticos
Benois e o resto de membros originários do grupo eram contrários à natureza anti-estética da sociedade industrial moderna e visavam consolidar a obra de todos os artistas neo-românticos russos sob a bandeira de um positivismo combatente. 

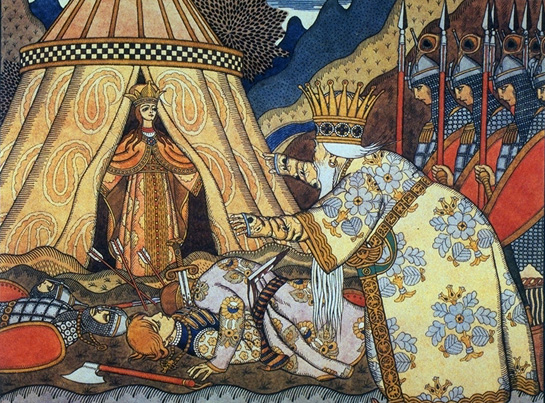
Ivan Bilibin. Ilustração para o conto do galo de ouro, de Aleksandr Pushkin

Para isso, os miriskusniki promoveram a compreensão e conservação da arte de épocas anteriores, particularmente da arte popular, do simbolismo e do rococó do s. XVIII: Antoine Watteau foi possivelmente o artista mais influente entre eles. Entre as suas temáticas, sentiram-se fascinados pelas máscaras e as marionetas, pelo teatro, o carnaval, os sonhos e os contos de fadas; em geral pelo grotesco e jocoso antes do que por qualquer outro tema material. A sua vontade de levar a arte a cada morada levou-os a desenhar interiores e capas de livros, e Leon Bakst e Aleksandr Benois até revolucionaram o desenho de cenários para teatro. 
Entre os seus mecenas principais estavam Savva Mamontov e a princessa Maria Tenisheva.

## Galeria

Algumas obras representativas
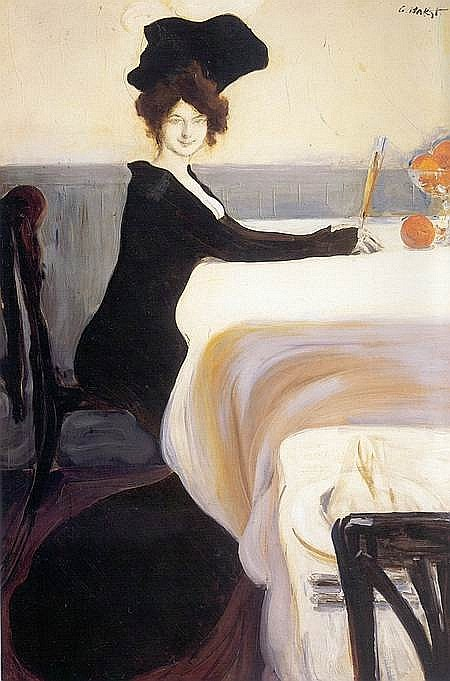
Leon Bakst
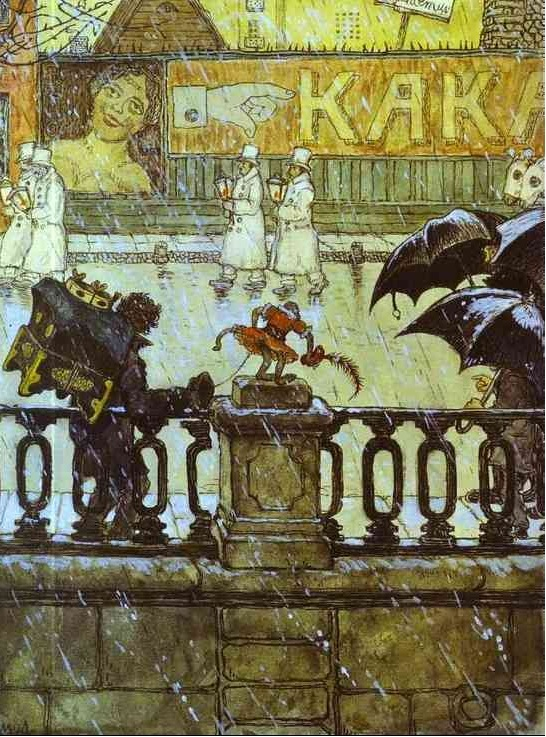
Mstislav Dobuzhinsky
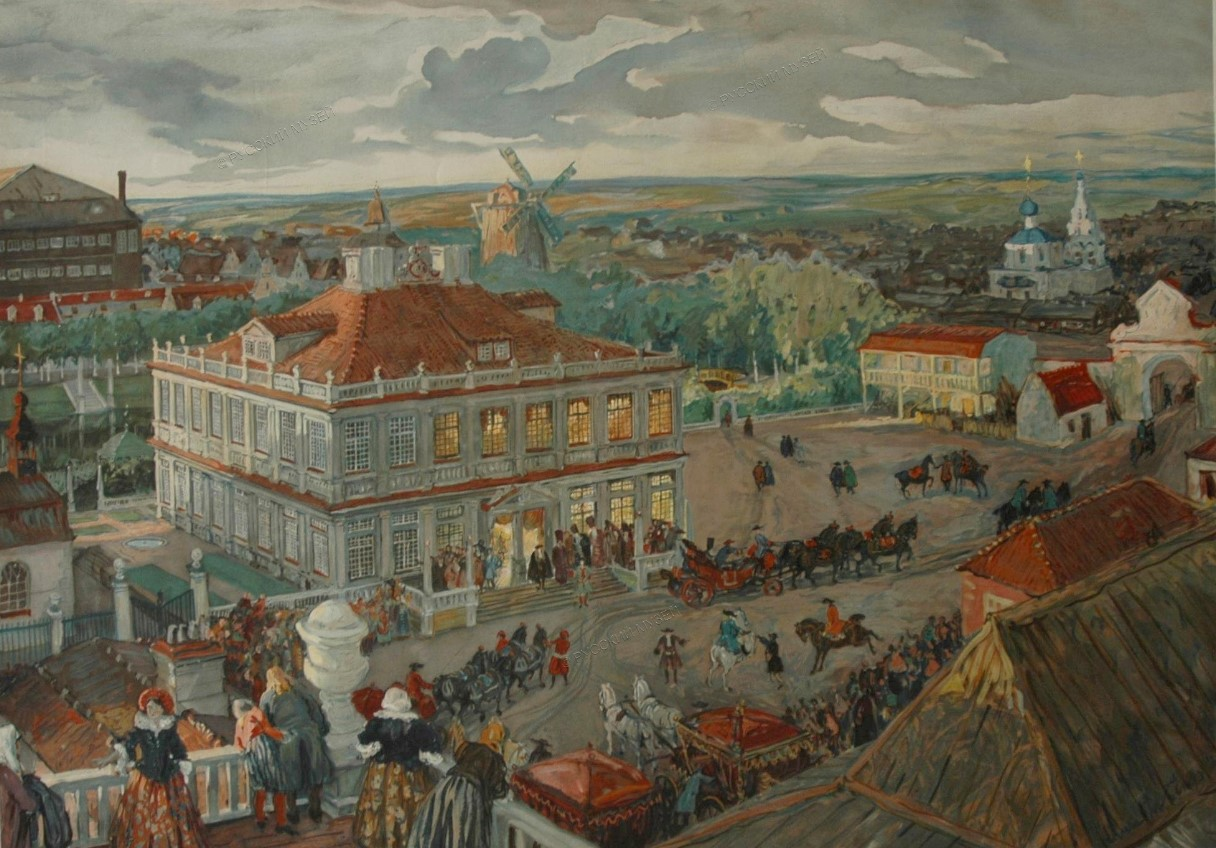
Alexandre Benois
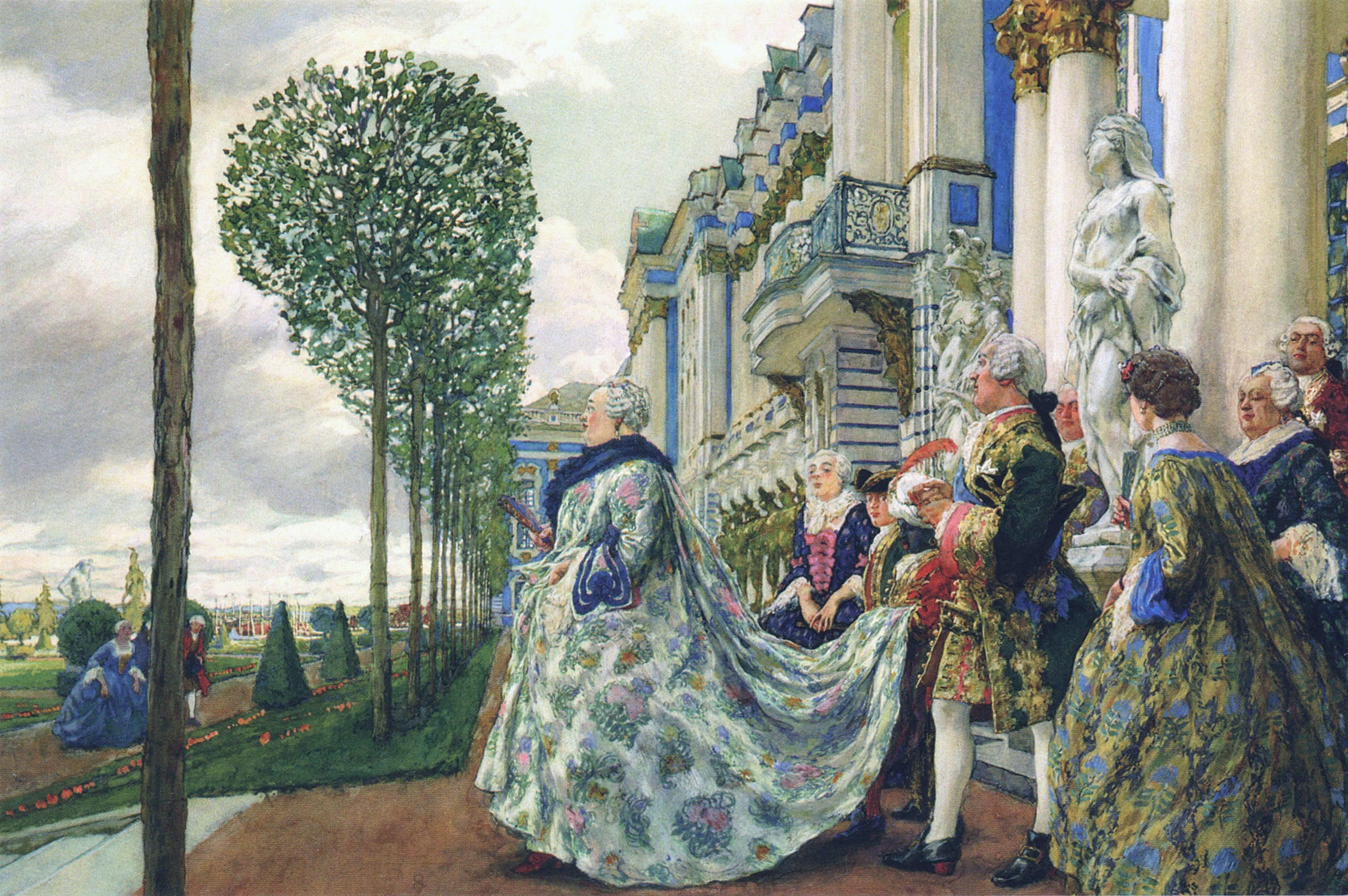
Eugene Lanceray
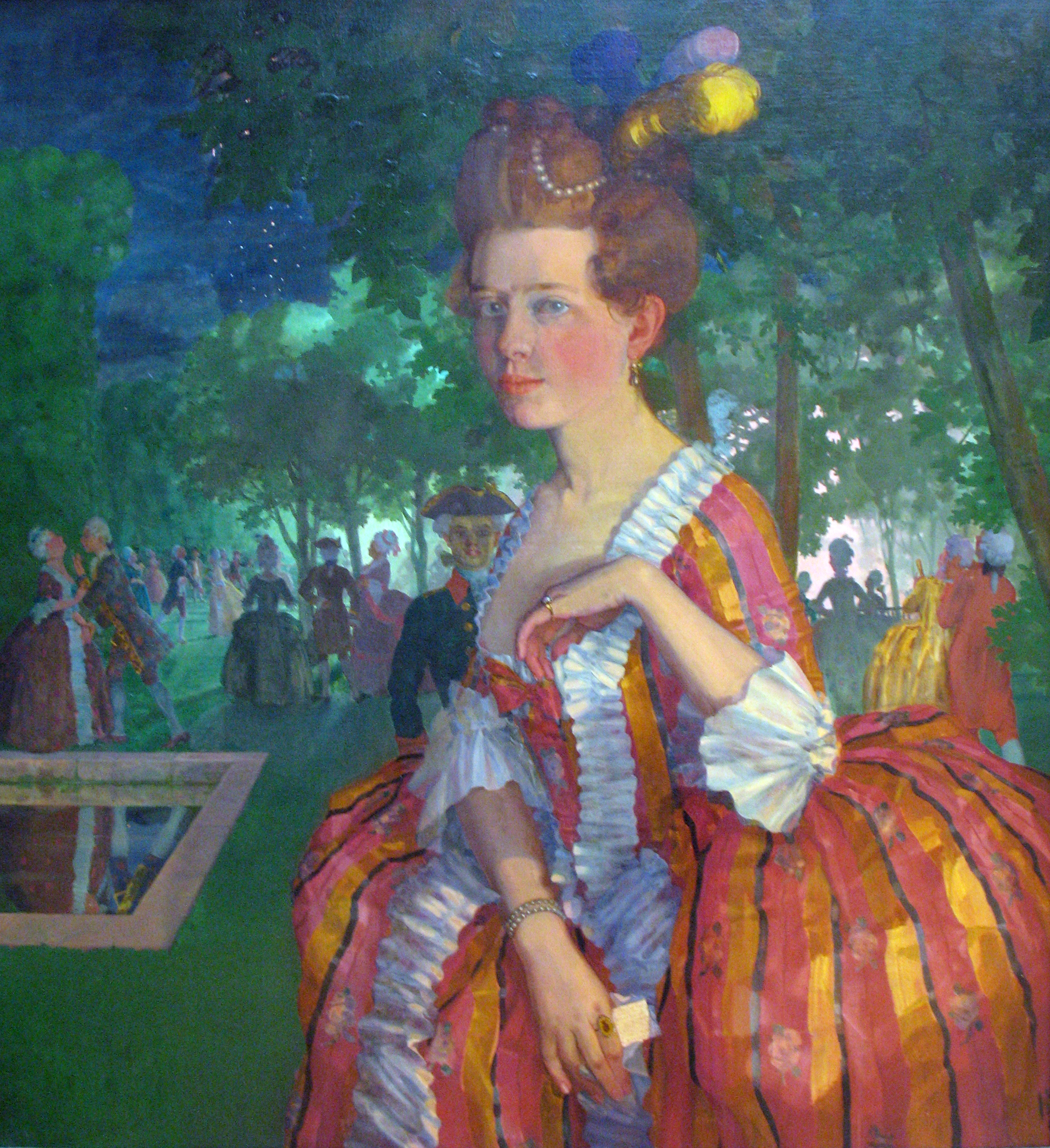
Konstantin Somov